# Label zone d'activité très haut débit
Le label zone d’activité très haut débit, ou label ZA THD est un  label officiel français qui identifie les zones d’activité de France (métropole et départements d'outre-mer) ayant une offre concurrentielle de services de connexion Internet sur fibre optique de débit supérieur ou égal à 100 Mbit/s.
Il s'inscrit dans l'action n°13 du plan "France Numérique 2012" : "Créer un label d'État d’ici au premier semestre 2009 afin d’identifier les zones d’activités qui seraient pré-équipées en réseaux à très haut débit, afin d’augmenter l’attractivité des territoires."
Le label ZA THD est une marque collective simple déposée à l'INPI par le Ministère de l’Economie, des Finances et de l’Industrie (n° 07 3 543 604, et enregistrée au bulletin officiel de la propriété industrielle sous le numéro 08/20 Vol. II du 16 mai 2008).

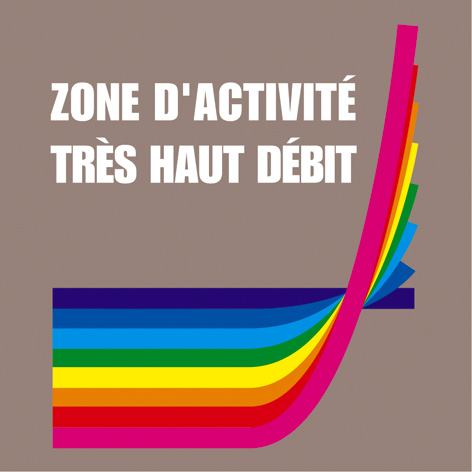
Logo du label ZA THD

Le label ZA THD a pour objectifs de :
- valoriser les zones d’activité équipées en fibre optique et offrant des services de communications électroniques de débit supérieur ou égal à 100 Mbit/s symétrique ;
- donner aux entreprises à la recherche d’une implantation une visibilité sur la fourniture des services à très haut débit sur ces zones d’activité ;
- stimuler l'offre.

## Les critères
Les critères sont définis dans le cahier des charges du label ZA THD.
Les critères principaux (et les plus dimensionnants) sont :
- présence d’infrastructures passives (fourreaux vides ou fibres noires) pour au moins trois opérateurs si aucune offre de gros n’existe et pour au moins deux opérateurs si une telle offre est proposée ;
- engagements d’au moins deux opérateurs à fournir une offre de détail à un débit minimum de 100 Mbit/s ;
- présence, à proximité de chaque parcelle, d’un point d'adduction au réseau de communications électroniques de la ZA (principalement des chambres d’adduction) ;
- capacité à héberger les équipements actifs des opérateurs ;
- existence de chambres d’entrée sur la ZA.

## La procédure de labellisation
Le gestionnaire de la ZA constitue son dossier comportant les documents démontrant que les critères du label sont respectés et l’envoie au gestionnaire du label pour vérification et attribution.
Toutes les informations nécessaires sont sur le site officiel du label ZA THD.
La Direction Générale de la Compétitivité, de l'Industrie et des Services (DGCIS), a confié la gestion du label à la société Setics.

## Logo
Le logo « ZONE D’ACTIVITE TRES HAUT DEBIT » est utilisable par les gestionnaires de zones d’activité labellisées conformément au règlement d’usage du label.